# توماس كراوس
توماس كراوس (بالألمانية: Thomas Kraus)‏ (5 أبريل 1987 ببامبرغ في ألمانيا - ) هو لاعب كرة قدم ألماني في مركز الوسط. لعب مع فورتونا كولن ونادي كولن ونادي هرتا برلين وBorussia Mönchengladbach II ‏ ونادي كولن 2 ‏ و1. FC Sand ‏ واينتراخت ترير 05 ‏ وHertha BSC II ‏.

## وصلات خارجية
- توماس كراوس على موقع قاعدة بيانات كرة القدم.إي يو (الإنجليزية)
- توماس كراوس على موقع بيانات كرة القدم. دي إي (الألمانية)
- توماس كراوس على موقع Soccerway.com (الإنجليزية)
- توماس كراوس على موقع عالم كرة القدم.نت (الإنجليزية)